# Hilarographini
De Hilarographini zijn een geslachtengroep van vlinders uit de familie bladrollers (Tortricidae).

## Geslachten
- Charitographa
- Hilarographa
- Idiothauma
- Mictocommosis
- Nexosa
- Thaumatographa
- Tortrimosaica